# The Ocean Race
The Ocean Race (рус. Океанская гонка, Оушен Рейс) — командная кругосветная регата на парусных яхтах класса Volvo Ocean 65 (Volvo One-Design). Проводится с 1973 года. До 2001 года называлась Whitbread Round the World Race. До 2019 года называлась Volvo Ocean Race. В начале 2019 года Volvo и Volvo Cars завершили передачу прав на гонку группе Atlant Sports Group, возглавляемой Рикардом Брисиусом и Юханом Саленом. При этом Volvo остался коммерческим партнёром гонки.
В октябре 2017 года в испанском Аликанте стартовала 13-я по счёту регата, которая финишировала в июне 2018 года в Гааге.
Периодичность гонки до регаты 2005/06 — 4 года, после чего успех (в СМИ и для спонсоров) предопределил проведение гонки каждые 3 года. В 2017 году планировалось, что гонка будет проходить каждые два года. Однако из-за организационных проблем следующая гонка после регаты 2017/18 запланирована на 2022/23 годы.

## Список регат
| Годы    | Класс                          | Этапы | Портовые гонки | Участники | Старт       | Финиш           | Яхта-победитель    | Шкипер-победитель   |
| ------- | ------------------------------ | ----- | -------------- | --------- | ----------- | --------------- | ------------------ | ------------------- |
| 1973/74 | 32—80 футов (9,8—24,4 м)       | 4     | —              | 17        | Портсмут    | Портсмут        | Sayula II          | Рамон Карлин        |
| 1977/78 | 51—77 футов (16—23 м)          | 4     | —              | 15        | Портсмут    | Портсмут        | Flyer              | Конни ван Ритсхотен |
| 1981/82 | 43—80 футов (13—24 м)          | 4     | —              | 29        | Портсмут    | Портсмут        | Flyer II           | Конни ван Ритсхотен |
| 1985/86 | 49—83 футов (15—25 м)          | 4     | —              | 15        | Портсмут    | Портсмут        | L’Esprit d’Equipe  | Лионель Пеан        |
| 1989/90 | 51—84 футов (16—26 м)          | 6     | —              | 23        | Саутгемптон | Саутгемптон     | Steinlager 2       | Питер Блейк         |
| 1993/94 | 85 футов (26 м) и Whitbread 60 | 6     | —              | 14        | Саутгемптон | Саутгемптон     | NZ Endeavour       | Грант Далтон        |
| 1997/98 | Whitbread 60                   | 9     | —              | 10        | Саутгемптон | Саутгемптон     | EF Language        | Пол Кайярд          |
| 2001/02 | Whitbread 60                   | 10    | —              | 8         | Саутгемптон | Киль            | Illbruck Challenge | Джон Костеки        |
| 2005/06 | Volvo Open 70                  | 9     | 7              | 7         | Виго        | Гётеборг        | ABN Amro I         | Майк Сэндерсон      |
| 2008/09 | Volvo Open 70                  | 10    | 7              | 8         | Аликанте    | Санкт-Петербург | Ericsson 4         | Торбен Граэл        |
| 2011/12 | Volvo Open 70                  | 9     | 10             | 6         | Аликанте    | Голуэй          | Groupama 4         | Франк Камма         |
| 2014/15 | Volvo Ocean 65                 | 9     | 10             | 7         | Аликанте    | Гётеборг        | Azzam              | Йен Уокер           |
| 2017/18 | Volvo Ocean 65                 | 10    | 12             | 7         | Аликанте    | Гаага           | Dongfeng Race Team | Шарль Кодрелье      |
| 2022/23 | IMOCA 60.                      | 7     |                | 5         | Аликанте    | Генуя           |                    |                     |

## Регата 2008—09

### Маршрут

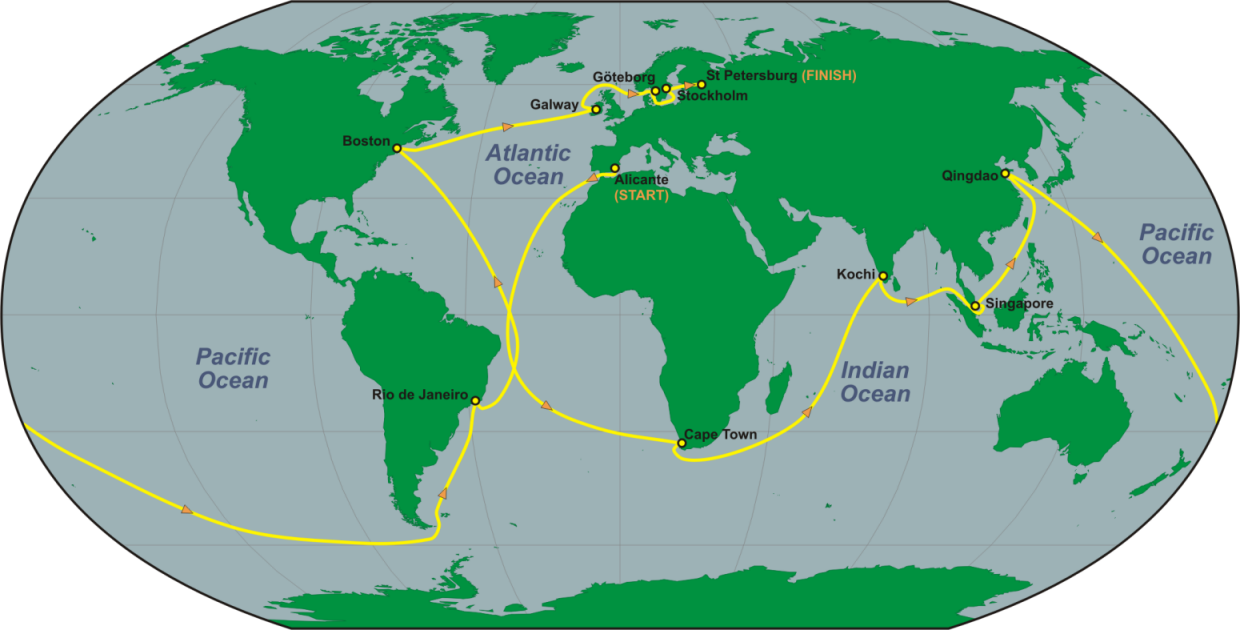
Маршрут регаты 2008—2009

В 2008 году Volvo Ocean race началась 4 октября в испанском городе Аликанте. Финиш регаты состоялся 27 июня 2009 года в Санкт-Петербурге. Регата разбита на 10 океанских этапов, с промежуточным финишем в городах: Кейптаун (ЮАР), Кочи (Индия), Сингапур, Циндао (Китай), Рио-де-Жанейро (Бразилия), Бостон (США), Голуэй (Ирландия), Гётеборг (Швеция), Стокгольм (Швеция).
Помимо 10 океанских этапов, Volvo Ocean Race в 2008—2009 году включала в себя так называемые портовые гонки — короткие гонки в акватории крупных городов-портов, призванные повысить зрелищность соревнования.

### Команды
В регате 2008/09 года принимало участие 8 команд: Эриксон 3 и Эриксон 4 (Ericsson 3 и Ericsson 4) , Пума Рэйсинг (Puma Racing), Телефоника Блю и Телефоника Блэк (Telefonica Blue и Telefonica Black, Команда России Team Russia, Грин Дрэгон (Green Dragon) и Дельта Ллойд (Delta Lloyd) Архивная копия от 11 октября 2008 на Wayback Machine.
Победил экипаж Ericsson 4.

## Правила проведения (регаты 2005/06, 2008/09 и 2011/12 годов)

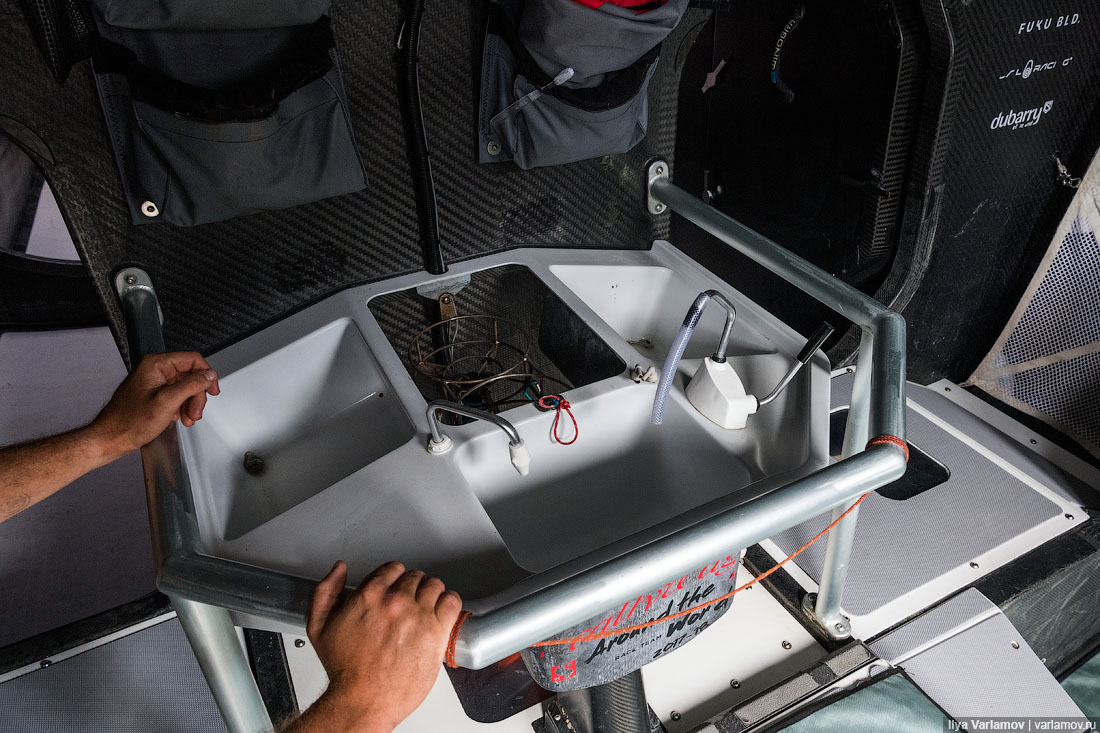
Камбуз яхты проекта Volvo Ocean 65

К участию в гонке допускаются яхты, соответствующие правилам класса Volvo 70: однокорпусная одномачтовая парусная яхта, максимальная длина корпуса — 21,5 метр, максимальная осадка 4,5 метра. Качающийся фальшкиль отклоняется от вертикальной оси не более 45°.
Команда состоит из 10 человек плюс специальный корреспондент на борту, не имеющий права участвовать в управлении яхтой. Задача этого человека — подготовка и отправка фото-, видео-, и аудиоматериалов о ходе гонки и работе команды.
Победителем регаты становится команда, набравшая максимальное количество очков на всех этапах регаты. По результатам океанских этапов команда получает количество очков, равное числу стартовавших яхт, за вычетом числа яхт, финишировавших раньше данной команды. Например, если яхта приходит первой на этапе, где стартовало 7 яхт, она получает 7 очков, второй — 6 очков и так далее. За портовые гонки и за прохождение промежуточных контрольных точек команды получают в два раза меньше очков. Таким образом организаторы постарались максимально сохранить интригу до конца всей регаты.

## СССР и Россия в Ocean Race
- Фазиси (яхта) в 1989...1990 годах;
- Команда России Team Russia[англ.] в 2008...2009 годах. Спонсор и основатель — Олег Жеребцов.